# 帕姆·德雷尔
帕姆·德雷尔（英語：Pam Dreyer，1981年8月9日—），美国女子冰球运动员，场上位置是守门员。她曾代表美国国家队参加2006年冬季奥林匹克运动会冰球比赛，获得一枚铜牌。